# Гераков, Гавриил Васильевич
Гавриил Васильевич Гераков (1775—1838) — русский писатель, педагог и переводчик; статский советник.

## Биография
Гавриил Гераков родился в городе Москве в 1775 году в семье грека из Мореи.
Воспитывался в Греческом корпусе, куда поступил кадетом 9 марта 1783 года; будучи в корпусе, он 20 июня 1790 года получил золотую медаль с надписью «за науку и поведение» и в том же году, с 18 июля по 2 сентября, находился на корабле Российского императорского флота «Максим Исповедник» для морской практики и ходил на нём от Кронштадта до Готланда.
29 января 1791 году выпущенный из корпуса поручиком, он был оставлен в нём преподавателем, а 1 января 1797 года переведён был в Первый кадетский корпус учителем истории и переименован (19 февраля) в губернские секретари; получив последовательно чины титулярного советника (31 декабря 1797 года), коллежского асессора (25 октября 1803 года) и надворного советника (31 декабря 1808 года), Гераков 10 октября 1809 года, по прошению, был уволен из корпуса, а 28 февраля 1812 года вновь поступил на службу — в канцелярию Министерства финансов Российской империи, причём откомандирован был в Государственный ассигнационный банк, в должность директора, для временной подписки государственных ассигнаций, и 9 декабря 1816 года, вследствие закрытия временной экспедиции, из банка был уволен, но уже 3 января 1817 года определён был за обер-прокурорский стол в 1-е Отделение 3-го Департамента Сената, с производством в коллежские советники.
17 апреля 1820 года, награждённый за усердную службу выдачей 3000 рублей, Гераков, с 1790 года не выезжая из Петербурга, взял отпуск и 2 июня отправился в путешествие по Российской империи (описание которого впоследствии издал), в котором оставался до 26 января 1821 года, исполняя некоторые поручения министра юстиции.
3 января 1821 года Гавриил Васильевич Гераков получил чин статского советника.
18 декабря 1828 года он был награждён был орденом Святого Владимира 4-й степени, а 2 мая 1830 года был назначен членом Высочайше учреждённой комиссии для разбора дел Архивов Государственного и Правительственного Сената Санкт-Петербургских департаментов и 31 марта 1833 года пожалован был орденом Святой Анны 2-й степени.
В 1833—1835 гг. он, по поручению Министерства юстиции Российской империи, ежемесячно ревизовал Сенатское казначейство.

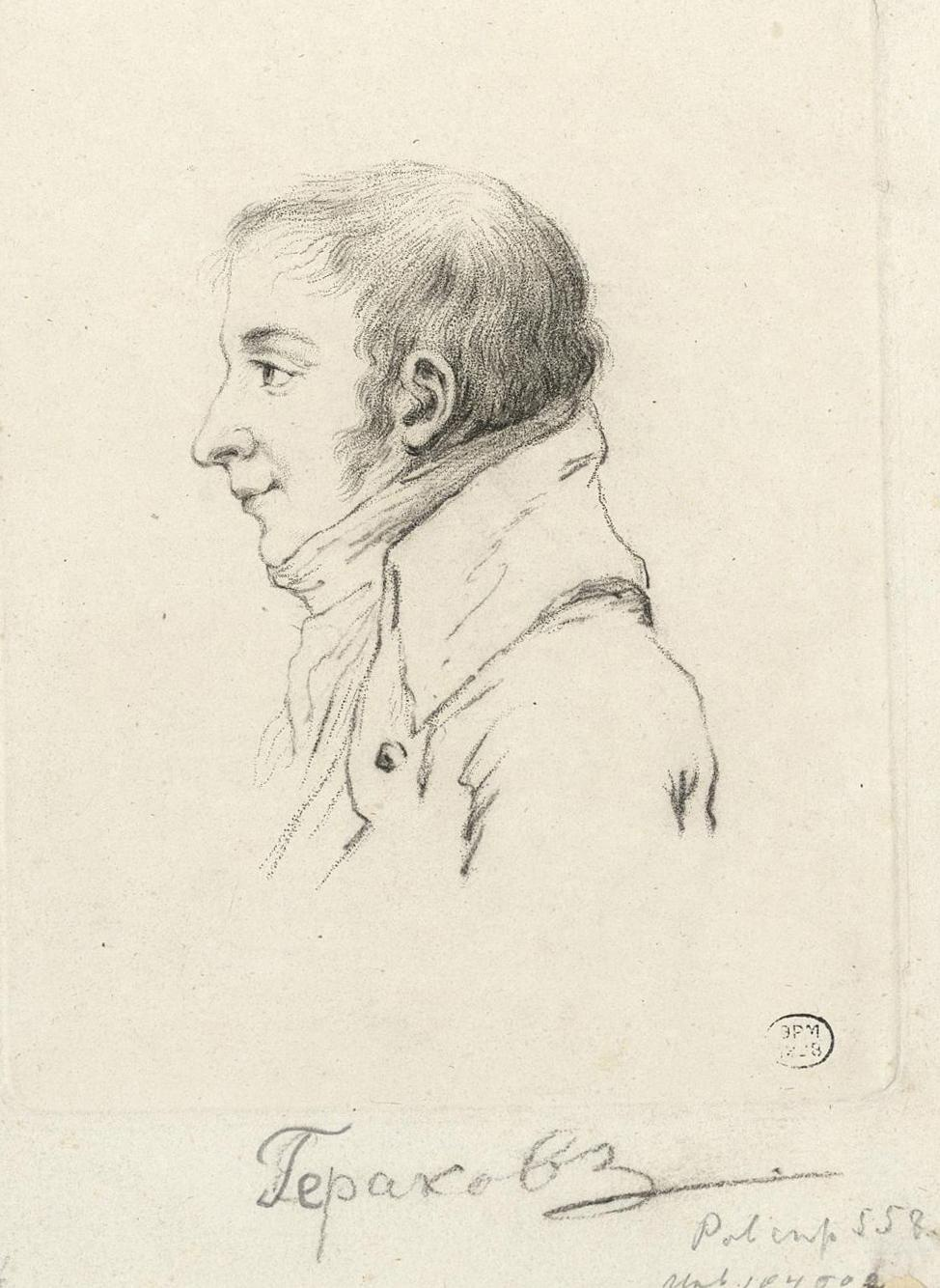
Портрет писателя Г.В. Геракова, нач. XIX в.

19 декабря 1835 года Г. В. Гераков был награждён был орденом Святого Владимира 3-й степени.
Состоя на службе, Гавриил Васильевич Гераков умер в Санкт-Петербурге (в доме своего «друга редкого» графа М. С. Воронцова, на Малой Морской) 2 июня 1838 года и был погребён на Смоленском кладбище.
Он был холост и, помимо службы в корпусе, занимался преподаванием и во многих частных домах, дорожа своими связями с аристократическими семьями, хотя, по свидетельству Филиппа Филипповича Вигеля, там принимали его лишь как шута; с обычной своей ядовитостью он рисует Геракова в смешном и жалком виде, самодовольного и тщеславного, но вполне ничтожного человека. Постоянно бывая у Александра Львовича Нарышкина, Гераков встречался здесь с не менее известным остряком С. Н. Мариным, которому служил мишенью для шуток и острот, далеко не безобидных; так, в своё время пользовались большой известностью стихи на день рождения Геракова, в которых Марин, пародируя оду Г. Р. Державина «На рождение в севере порфирородного отрока», так предрекал будущность Геракова: «Будешь, будешь сочинитель И читателей тиран, Будешь в корпусе учитель, Будешь вечно капитан. Будешь, — и Судьбы решили, — Ростом двух аршин с вершком, И все старцы подтвердили: Будешь век ходить пешком» (стихи эти приводятся в «Войне и мире» Льва Николаевича Толстого, часть II, глава XXII).
В противовес словам Вигеля о полном ничтожестве Геракова следует привести другой о нём отзыв — пристрастный в другую сторону, — отзыв его ученика Фаддея Венедиктовича Булгарина: «Никто так не утешал нас», — пишет он, рассказывая о пребывании в первом корпусе, — «не забавлял и вместе с тем не научал так приятно, как Г. В. Гераков, учитель истории. Добрый, честный, благородный человек в полном значении слова, он был притом величайший чудак. Он был домашний человек у Нарышкиных, у Графов Воронцовых (он даже и скончался в доме князя M. С. Воронцова, где лет с двадцать имел квартиру без всякой платы) и у некоторых других знатных фамилий, везде был любим, но, имея в себе много смешного, то есть оригинального, выходящего из общих форм, он невольно доставлял часто случаи подшучивать над собой»; он «всю свою жизнь был смертельно влюблен в древнюю Грецию и во всех прекрасных женщин. Гераков имел большое притязание на авторство, но оно ему не далось. Маленькая книжечка, изданная им под заглавием: „Для Добрых“, была раскуплена добрыми людьми в пользу бедных и доставила автору с полсотни эпиграмм от его друзей… Гераков был весьма малого роста… но если не был ни поэтом, ни отличным прозаиком, ни глубокомысленным историком и археологом, — то был отличным учителем истории, умел возбуждать к ней любовь в своих учениках и воспламенять страсть к славе, величию и подражанию древним героям. Он обладал прекрасным даром слова и, рассказывая нам события, увлекал нас и заставлял невольно слушать. Тетради его имели мало достоинства, но изустное изложение было превосходное, и мы, чувствуя недостаток связи в его тетрадях, чтением дополняли то, чего у него не было. Гераков охотно снабжал нас книгами, а брал их везде, где мог достать. Он часто навещал нас вне классов и, расхаживая по саду, окруженный кадетами, воображал себя Платоном в садах Академии. Мы много обязаны Г. В. Геракову за развитие наших способностей и возбуждение любви к науке, которая, по справедливости, называется царской».
Пользуясь покровительством Державина, а потом Шишкова, Гераков служил мишенью для писателей новой школы — Батюшкова, кн. Вяземского, А. Измайлова (написавшего сатиру «Минос, Львов и Гераков»; см. также в сказке «Слёнина Лавка») и др. (см., например, вышеприведённую пародию Марина и его же насмешку над Г. в одном стихотворении в томе 35 «Архива князя Воронцова», и Эпиграмму, неизвестного автора, на Геракова в «Русской старине», 1898 г., № 9, стр. 686), а к писаниям его, большей частью ультрапатриотического характера, относились они не иначе как с насмешкой. Согласно «РБСП», из сочинений Геракова, вполне бездарных, только одно — его «Путевые записки» — сохранило некоторое значение по тем фактическим указаниям, которые в нём содержатся (между прочим о Пушкине, о котором Гераков отзывается с курьёзной снисходительностью).
Печальную память оставил он по себе доносом, составленным на известное сочинение Ивана Петровича Пнина «Опыт о просвещении относительно России» (1804 год). Возможно, это и послужило основой пренебрежительного отношения к нему ряда коллег-литераторов.
К забавным же сторонам характера Геракова относятся: его слабость к «почтеннейшему, нежнейшему полу» (коему он посвятил свои «Путевые записки»), ненависть к иностранцам, особенно к французам и Наполеону, восхваление былых порядков и хуление всего нового, скрытие своего возраста и т. п.

## Избранная библиография
1) «Герои русские за 400 лет», СПб., 1801;
2) «Для добрых. Сочинения и переводы», 2 ч., СПб., 1801;
3) «Князь Меншиков, любопытной исторической отрывок», (с посвящением императрице Елисавете Алексеевне), СПб., 1801;
4) «Вечера молодого Грека», СПб., 1802, кн. 1 (больше не вышло);
5) «Твердость духа некоторых Россиян», СПб., 1803 (отрывки были ранее помещены в «Новостях Русской Литературы»);
6) «Слава женского пола» (белыми стихами), СПб., 1805;
7) «Гадательная забавная книжка», СПб., 1805 (в стихах);
8) «Щастливый случай в тридцатый год жизни» (о исходатайствованном Г. пенсионе дев. Ильиной), СПб., 1805;
9) «Краткая всеобщая история до Рождества Христова в пользу гг. Кадет 1-го Кадетского Корпуса», СПб., 1806;
10) «Чувства верноподданного, излившиеся при чтении Манифеста о милиции от 30 Ноября 1806 года», СПб., 1807;
11) «Достопамятные происшествия в Российской истории с рождения Петра Великого до кончины его», СПб., 1807;
12) «Нравоучительные изречения древних и новых философов в пользу юношества», перевод с греческого, СПб., 1807;
13) «Героини Славянского поколения», СПб., 1808 (об Амазонках);
14) «Совет молодым Офицерам», СПб., 1810;
15) «Российские Исторические отрывки, писанные Г. Гераковым, но не помещённые Г. Жуковским в свой журнал Вестник Европы 1808 года, с прибавлением и того, что не помещено 1805 года в Вестнике же Европы Г. Каченовским», СПб., 1810 (рецензия — в «Сыне Отеч.», 1817 г., № 11);
16) «Князь Меншиков и в ссылке великий человек», СПб., 1811;
17) «Чувства Русского», СПб., 1812;
18) «Твердость духа Русских», 3 ч., СПб., 1813—1814;
19) «И мои мысли по истреблении армий Бонапартьевых мудрым князем Голенищевым-Кутузовым-Смоленским с Русскими», СПб., 1813 (извлечение отсюда перепечатано в «Сыне Отечества» 1813 года, ч. VI, № 20, стр. 38 и сл.);
20) «Отрывок из Российской истории мало кому известный с 1598—1613 г.», СПб., 1817;
21) «Путевые записки по многим Российским губерниям. 1820. Статского Советника Гавриила Геракова», СПб., 1828 (рецензии — «Сев. Пчела», 1828 г., № 21; «Московский телеграф», 1828 г., ч. XX, стр. 96—99);
22) «Продолжение Путевых записок… 1820 и начала 1821 года», СПб., 1830 (рецензии — «Московский телеграф», 1831 г., № 1, стр. 111); было и другое издание: «Путевые записки по многим Российским губерниям и продолжение оных 1820 и 1821», 2 ч., СПб., 1828—1830. Записка Геракова о дочери героя Чесмы — Е. Д. Ильиной, напечатана в «Русской старине», 1892 г., т. 73, стр. 472—473.